# 슬러시 (행사)

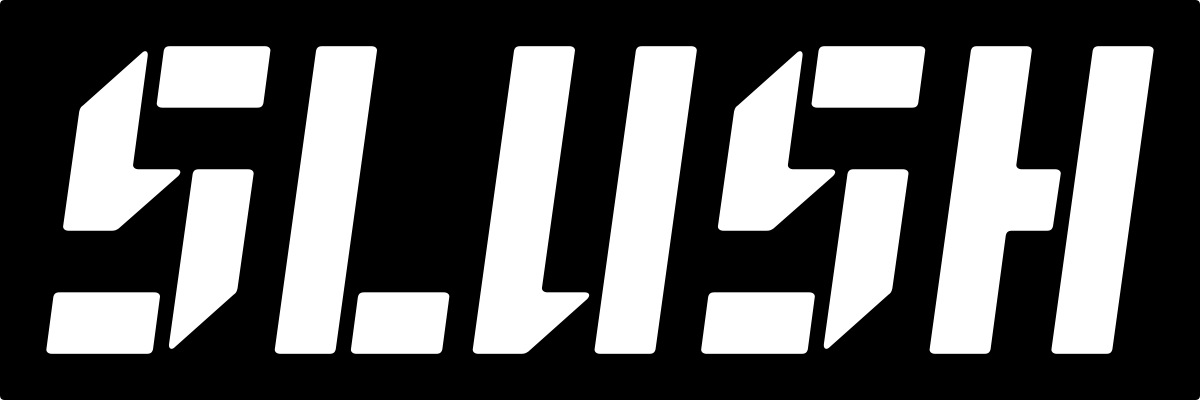

슬러시(Slush)는 핀란드 헬싱키에서 매년 개최되는 스타트업 및 기술 행사이다. 슬러시는 매치메이킹 및 피칭 대회와 같은 이벤트를 통해 스타트업 창업자와 벤처 투자자와 같은 투자자 간의 만남을 주선한다. 슬러시는 전 세계 스타트업 커뮤니티를 구축하는 것을 목표로 한다. 2021년 슬러시는 전 세계에서 8,800명의 참석자를 모아 이 글로벌 네트워킹 축제에 함께 참여했다.
2015년부터 슬러시는 전 세계에서 행사를 개최하고 있다. 여기에는 슬러시 도쿄, 슬러시 상하이 및 슬러시 스몰 토크 이벤트와 같은 이전 행사가 포함된다. 2021년부터 Slush'D는 헬싱키 본 행사의 주요 국제 지점 역할을 하고 있다.
슬러시는 창업자와 투자자를 지원하고 정보를 제공하기 위해 연중 이용 가능한 다양한 제품과 자원을 만들었다. 이 제품들 중에는 2019년에 설립된 스타트업 미디어 플랫폼인 Soaked by Slush와 1년 후에 설립된 스타트업 및 투자자 커뮤니티인 Node by Slush가 있다.
이 회사의 매출은 천만 유로가 넘는다.

## 역사
슬러시는 2008년에 헬레네 아우라모, 빌레 베스터리넨, 카이 렘메티, 피터 베스터바카 및 티모 아이리스토가 설립했다. 이 행사는 수백 명의 방문객이 참여하는 작은 행사에서 전 세계에서 10,000명 이상의 방문객을 유치하는 국제적으로 알려진 행사로 성장했다.

### 카펠리테흐다스에서, 2009-2015
슬러시는 2008년 쿨투우리테다스 코르자아모(Kulttuuritehdas Korjaamo)에서 처음 개최되었다. 2009년에는 카펠리테흐다스로 옮겨졌다. 처음 3년 동안 이 행사는 지역 기업가와 투자자를 대상으로 했다. 2008년부터 2010년 사이에 참가자 수는 250명에서 500명으로 증가했다. 그 해 슬러시 피칭 대회의 우승자는 Illtags, Sibesonke 및 Dealmachine였다. 2011년 행사에는 1,500명의 참가자, 150개의 성장 기업 및 15개의 사모펀드 회사가 참여했다. 피칭 대회는 음악 관련 기술 개발사인 오벨린(현재 유시시안)이 우승했다.

2011년 미키 쿠시가 CEO가 되었고, 아테 후야넨 및 제니 캐어리아이넨과 함께 1500명의 참석자와 함께 카펠리테흐다스에서 이 행사를 조직했다. 이 행사는 주로 알토 대학교의 알토 기업가 정신 학회의 학생 자원봉사자들이 진행했다.

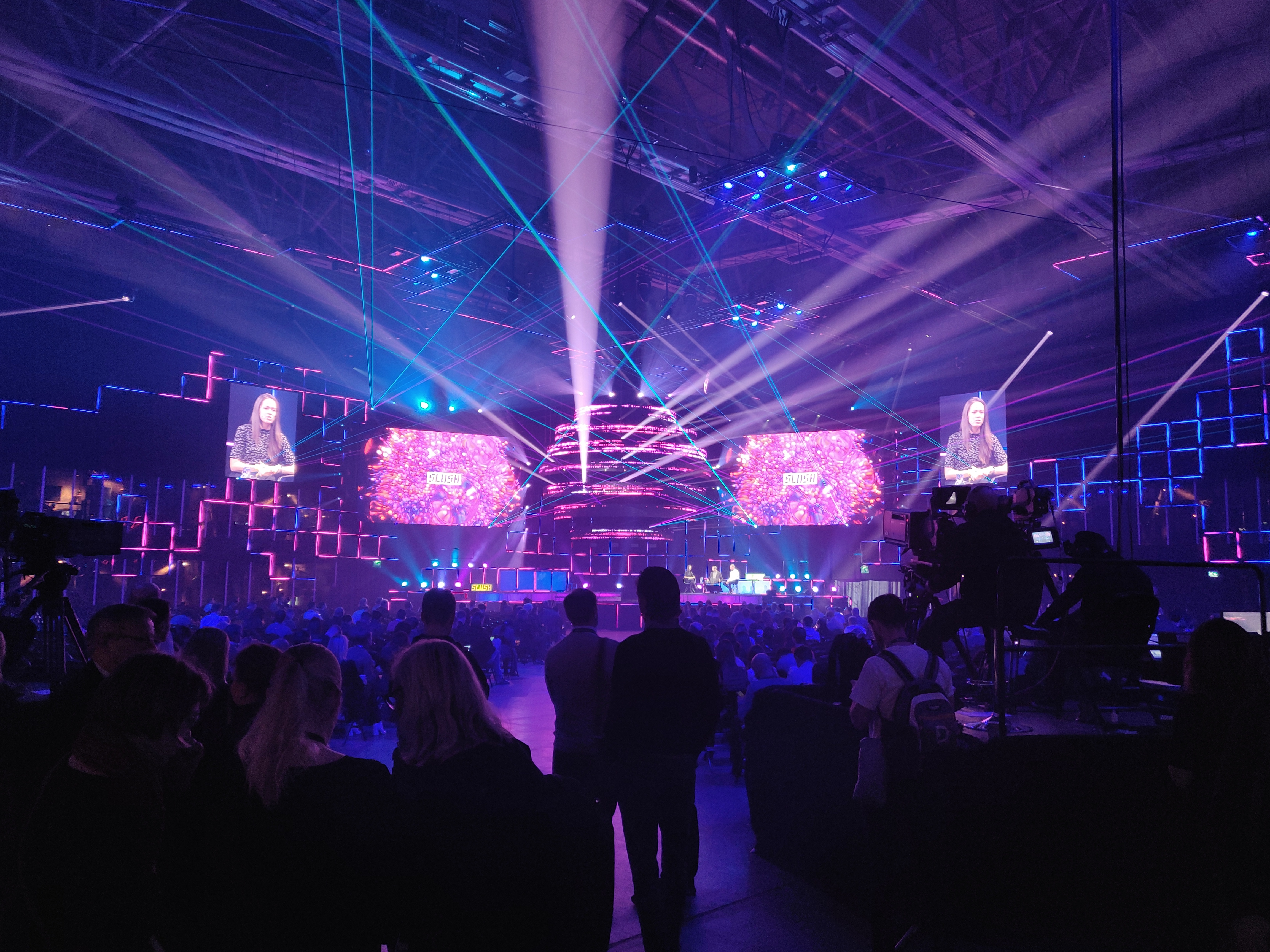
슬러시 2019

2012년에는 3,500명, 560개의 성장 기업, 41개의 사모펀드 회사가 슬러시에 참여했다. 낚시꾼을 위한 소셜 미디어인 피쉬브레인이 그 해의 피칭 대회에서 우승했다.
2013년 슬러시는 카펠리테흐다스에 총 7,000명, 1,200개의 성장 기업, 120개의 사모펀드 회사를 모았다. 이 행사는 많은 국제적인 관심을 받았고 뉴욕 타임스와 월스트리트 저널 등에 언급되었다. 행사 연사로는 토마스 헨드리크 일베스 (에스토니아 전 대통령), 존 리치텔로 (일렉트로닉 아츠 CEO), 니클라스 젠스트롬 (스카이프 창업자) 등이 있었다.
2013년 피칭 대회는 팀을 위한 작업 추적 도구를 개발하는 위크돈이 우승했다.

### 메수케스쿠스에서, 2014년 - 현재
2014년에는 79개국에서 온 14,000명이 슬러시를 방문했다. 이 행사에는 약 1,400개의 성장 기업, 750명의 투자자, 700명의 공급업체 및 140개의 사모펀드 회사가 참여했다. 행사 연사로는 마르틴 로렌트손 (스포티파이 창업자), 왕양 (중국 부총리), 릴랜드 D. 멜빈 (나사 우주 비행사), 에사페카 살로넨 (지휘자 및 작곡가) 등이 있었다. 노키아는 첫 안드로이드 태블릿인 노키아 N1을 공개했다.
2014년 행사는 2007년 핀란드에서 개최된 유로비전 송 콘테스트를 능가하는 핀란드 역사상 가장 큰 기술 생산이었다. 2014년 피칭 대회는 인터넷 트래픽 관리 서비스를 개발하는 Enbrite.ly가 우승했다.
슬러시 2015는 11월 11일부터 12일까지 개최되었다. 슬러시 핵스는 Ultrahack, Junction, Industryhack 및 AEC(건축, 공학, 건설) 해커톤의 참여로 처음 개최되었다. 각 챌린지의 우승팀은 슬러시 무대에서 아이디어를 발표할 수 있었고 최고의 아이디어/팀은 20,000유로를 받았다.
슬러시는 2015년 11월에 대통령 국제화 상을 받았다.
2016년 슬러시는 11월 30일부터 12월 1일까지 헬싱키 박람회 센터에서 개최되었다. 새로운 자매 행사는 슬러시 뮤직이었는데, 하루 동안 케이블 공장에 1,500명의 기술 및 음악 전문가를 불러 모을 것으로 예상되었다. 슬러시는 핀에어와 협력하여 샌프란시스코에서 헬싱키까지 직항 정기 항공편을 조직했다. "너드 버드"라는 별명은 정기 항공편에도 사용된다.
2017년 행사는 11월 30일과 12월 1일에 개최되었다. 주요 트렌드는 분석 및 인공지능이었다. 2018년 슬러시에는 20,000명의 방문객이 참여했다. 행사 내용은 일반적으로 대중에게 공개되지 않는 기술 회사의 행위자와 배경 영향력자를 강조하고자 했다. 경험 많은 기업가와 베르너 포겔스 (아마존 CTO)와 같은 경영진이 행사에서 연설했다.
2019년 슬러시는 25,000명의 참가자로 성장했으며, 슬러시는 제품 관리 및 게임 개발 등에 대한 주요 부대 행사도 조직했다. 이 행사에는 투자자 마이클 모리츠와 스트라이프 창업자 존 콜리슨을 포함하여 200명의 연사가 참여했다.

## 연도별 행사 요약
| 회차 | 연도 | 날짜                 | 테마                                                                            | 주요 연사                                                                                                  | 참석 인원 |
| ---- | ---- | -------------------- | ------------------------------------------------------------------------------- | --- | --------- |
| 1차  | 2008 | 11월 24일            | N/A                                                                             | 리스토 시일라스마, 일카 파나넨, 미카엘 비데니우스                                                          | 250       |
| 2차  | 2009 | 11월 23–24일         | N/A                                                                             | 안시 반조키, 야니 펜티넨, 안드레아스 바이겐드, 리스토 시일라스마, 유시 파유넨                              | 600       |
| 3차  | 2010 | N/A                  | 북유럽 최고의 기업가 정신 행사                                                  | 모르텐 미코스, 버턴 리, 일카 파나넨, 타넬리 티카, 피터 베스터바카, 얀-에릭 니뢰바라                        | 400       |
| 4차  | 2011 | 3월 1일              | N/A                                                                             | 소날리 드 리커, 미코 히포넨, 티모 부오렌솔라                                                               | 1,500     |
| 5차  | 2012 | 11월 21–22일         | N/A                                                                             | 마르코 아티사리, 세르게이 벨루소프, 존 린드포스, 아이딘 센쿠트                                             | 3,500     |
| 6차  | 2013 | 11월 13–14일         | N/A                                                                             | 손 다이조, 왕 지안, 니클라스 젠스트롬, 타벳 힌리쿠스                                                       | 7,000     |
| 7차  | 2014 | 11월 18–19일         | N/A                                                                             | 왕양, 마르틴 로렌트손, 에사페카 살로넨, 릴랜드 D. 멜빈                                                     | 14,200    |
| 8차  | 2015 | 11월 11–12일         | 디지털 헬스케어 및 생명 과학 개발도상국의 혁신 엔터테인먼트 및 미디어           | 카테리나 페이크, 마르티 아티사리, 니클라스 젠스트롬, 일카 파나넨                                           | N/A       |
| 9차  | 2016 | 11월 30일 – 12월 1일 | 기업가의 정신                                                                   | 크리스 사카, 스티브 주벳슨, 조엘 스포스키, 세바스찬 시미아트코프스키, 다나에 링엘만 (인디고고 공동 설립자) | 17,500    |
| 10차 | 2017 | 11월 30일 – 12월 1일 | 해결사를 위한 부름: 기업가 정신이 어떻게 세상의 가장 큰 문제를 해결할 수 있는가 | 앨 고어, 마틴 라우, 다니엘 에크                                                                            | 20,000    |
| 11차 | 2018 | 12월 4–5일           | 도착                                                                            | 베르너 포겔스, 저스틴 로젠스타인, 줄리아 하츠                                                              | 20,000    |
| 12차 | 2019 | 11월 21–22일         | 다시 상상된 미래주의                                                            | 마이클 모리츠, 존 콜리슨                                                                                   | 25,000    |
| 13차 | 2020 | N/A                  | N/A                                                                             | N/A | N/A       |
| 14차 | 2021 | 12월 1–2일           | 기업가적 르네상스                                                               | 토니 쉬, 레나테 니보리 (틴더 CEO), 토니 퍼델, 루시아나 릭산드루                                            | 8,800     |
| 15차 | 2022 | 11월 17–18일         | 새벽녘                                                                          | TBA | 12,000    |

## 같이 보기
- 어셈블리 (데모파티)
- OMR 페스티벌